# Star Wars: Visions
Războiul stelelor: Viziuni (engleză Star Wars: Visions) este un serial de animație de antologie creat pentru serviciul de streaming american Disney+. Produs de Lucasfilm, serialul este alcătuit din scurtmetraje care iau loc în sau sunt inspirate de universul Star Wars, cu fiecare episod fiind o narațiune autonomă produsă de diverse studiouri.
Primul volum de nouă scurtmetraje anime au fost produse de șapte studiouri de animație japoneze: Kamikaze Douga, Studio Colorido, Geno Studio, Trigger, Kinema Citrus, Production I.G și Science Saru, cu Trigger și Science Saru producând două scurtmetraje fiecare. Al doilea volum a extins serialul la studiouri de animație din toată lumea, prezentând scurtmetraje de la El Guiri (Spania), Cartoon Saloon (Irlanda), Punkrobot (Chile), Aardman (Regatul Unit), Studio Mir (Coreea de Sud), Studio La Cachette (Franța), 88 Pictures (India), D'art Shtajio (Japonia) alături de Lucasfilm (Statele Unite) și Triggerfish (Africa de Sud/Irlanda). Creatorilor din fiecare studio le este dat frâu liber să revizeze ideile din Războiul stelelor așa cum consideră de cuviință, în timp ce primesc îndrumări de la echipa executivă a Lucasfilm.
Primul volum a fost lansat pe 22 septembrie 2021, iar al doilea a fost lansat pe 4 mai 2023. Ambele volume au fost apreciate de critici. Un al treilea volum va fi lansat în 2025.

## Premisă
Războiul stelelor: Viziuni este o colecție de scurtmetraje animate prezentate „prin lentila celor mai buni creatori de anime din lume” în primul volum care oferă o perspectivă nouă și diversă asupra Războiul stelelor. Create în afara constrângerilor canonului tradițional al francizei, filmele oferă libertate creativă fiecărui regizor și studio de producție, păstrând în același timp fidelitatea față de temele și identitatea emoțională a sagai Războiul stelelor. Volumele suplimentare prezintă stiluri de animație de la diverse companii din întreaga lume.

## Episoade
| Volume | Volume | Episoade | Episoade | Premiera TV        | Premiera TV |
| ------ | ------ | -------- | -------- | ------------------ | ----------- |
|        | 1      | 9        | 9        | 22 septembrie 2021 |             |
|        | 2      | 9        | 9        | 4 mai 2023         |             |

### Volumul 1 (2021)
| Nr. | Titlu             | Regizat de       | Scris de                        | Animated by     | Data lansării      |
| --- | ----------------- | ---------------- | ------------------------------- | --------------- | ------------------ |
| 1 | Duelul            | Takanobu Mizuno  | Takashi Okazaki                 | Kamikaze Douga  | 22 septembrie 2021 |
| Amplasat într-o istorie alternativă, la 20 de ani după un război între Imperiul Feudal-Jedi și o sectă Jedi renegată numită Sith, un rătăcitor singuratic cunoscut doar sub numele de „Ronin” vede cum o legiune de foști stormtroopers încearcă să asedieze un sătuc. Ronin se luptă cu conducătoarea bandiților, un autodeclarat Lord Întunecat Sith înarmat cu o sabie laser puternic modificată, în timp ce droidul său salvează sătenii; Ronin, care a fost mai demult un Sith, o atrage pe conducătoarea bandiților într-o capcană și o ucide. Roninul, despre care se dezvăluie că strânge cristale roșii kyber de la fiecare Sith pe care l-a ucis, decide să dea sătenilor cristalul conducătoarei, spunându-le că acesta poate alunga răul. Distribuție: Ronin (japoneză: Masaki Terasoma; engleză: Brian Tee), Bandit Leader / Kouru (japoneză: Akeno Watanabe; engleză: Lucy Liu), Village Chief (japoneză: Yūko Sanpei; engleză: Jaden Waldman) |                   |                  |                                 |                 |                    |
| 2 | Tatooine Rhapsody | Taku Kimura      | Yasumi Atarashi                 | Studio Colorido | 22 septembrie 2021 |
| În timpul Războaielor Clonelor, un Jedi Padawan pe nume Jay încearcă să scape de război, doar pentru a da peste un Hutt pe nume Gee. Gee se oferă să-l ajute pe Jay dacă devine solistul trupei rock a lui Gee, Star Waver, iar Jay acceptă. Ani mai târziu, în timpul Imperiului Galactic, membrii Star Waver sunt urmăriți de vânătorul de recompense Boba Fett. În cele din urmă, Fett îl prinde pe Gee și dezvăluie că ruda lui Gee, Jabba Hutt, dorește să-l execute, deoarece Gee nu dorește să facă parte din mafia condusă de familia sa. Jay îi inspiră pe ceilalți membri ai Star Waver să meargă pe Tatooine și să încerce să-l salveze pe Gee; ei reușesc să-l convingă pe Jabba să-i lase să mai cânte împreună o melodie înainte de execuția lui Gee. Cântecul este îndrăgit de publicul care asistă la viitoarea execuție, iar Jabba îl iartă pe Gee și devine primul sponsor al trupei. Distribuție: Jay (japoneză: Hiroyuki Yoshino; engleză: Joseph Gordon-Levitt), Geezer (japoneză: Kōsuke Gotō; engleză: Bobby Moynihan), Boba Fett (japoneză: Akio Kaneda; engleză: Temuera Morrison), K-344 (japoneză: Masayo Fujita; engleză: Shelby Young), Lan (japoneză: Anri Katsu; engleză: Marc Thompson) |                   |                  |                                 |                 |                    |
| 3 | The Twins         | Hiroyuki Imaishi | Hiromi Wakabayashi              | Studio Trigger  | 22 septembrie 2021 |
| După înfrângerea Imperiului Galactic, rămășițele armatei imperiale încep construcția a două Distrugătoare Stelare unite care găzduiesc un super-laser mare capabil să distrugă planete. Folosind alchimia Sith, ei sunt, de asemenea, capabili să creeze doi gemeni biologici sensibili la Forță, pe nume Karre și Am, pe care îi antrenează apoi de partea întunecată a Forței. Gemenii devin în cele din urmă liderii rămășiței armatei imperiale și plănuiesc să-și folosească super-arma pentru a distruge Noua Republică. Cu toate acestea, Karre are alte planuri în ziua în care ar trebui folosită arma, deoarece are o viziune asupra viitorului care implică moartea surorii sale; astfel fură și marele cristal kyber care alimentează super-arma. Am se luptă cu Karre în afara Distrugătoarelor Stelare în spațiul cosmic. În timpul bătăliei, cristalul este împărțit în două și Am folosește o piesă pentru a alimenta un exoschelet de metal. Folosind nava sa de luptă X-wing și puterea hiperspațiului, Karre este capabil să distrugă fragmentul de cristal al lui Am și superlaserul; el se prăbușește pe Tatooine și jură să-și salveze sora de partea întunecată a Forței. Distribuție: Karre (japoneză: Junya Enoki; engleză: Neil Patrick Harris), Am (japoneză: Ryoko Shiraishi; engleză: Alison Brie), B-20N (japoneză: Tokuyoshi Kawashima; engleză: Jonathan Lipow) |                   |                  |                                 |                 |                    |
| 4 | The Village Bride | Hitoshi Haga     | Takahito Oonishi & Hitoshi Haga | Kinema Citrus   | 22 septembrie 2021 |
| La câțiva ani după Marea Epurare Jedi, un Jedi căzut pe nume F este atras pe o planetă îndepărtată de un explorator pe nume Valco. Valco explică că bandiții au reprogramat vechii droizi de luptă separatiști și țin ostatic un sat întreg; fiica șefului satului Haru și logodnicul ei Asu intenționează să se predea bandiților ca garanție în dimineața următoare, în timp ce sora lui Haru, Saku, vrea să lupte cu bandiții. În dimineața următoare, bandiții dezvăluie că au capturat-o pe Saku și au încercat să o execute, dar F și Valco intervin și ucid pe toți bandiții. F apoi pleacă de pe planetă. Distribuție: F (japoneză: Asami Seto; engleză: Karen Fukuhara), Haru (japoneză: Megumi Han; engleză: Nichole Sakura), Asu (japoneză: Yuma Uchida; engleză: Christopher Sean), Valco (japoneză: Takaya Kamikawa; engleză: Cary-Hiroyuki Tagawa), Izuma (japoneză: Yoshimitsu Shimoyama; engleză: Andrew Kishino), Saku (japoneză: Mariya Ise; engleză: Stephanie Sheh) |                   |                  |                                 |                 |                    |
| 5 | The Ninth Jedi    | Kenji Kamiyama   | Kenji Kamiyama                  | Production I.G  | 22 septembrie 2021 |
| După multe generații în car Ordinul Jedi a dispărut în mare parte, margraful Juro - conducătorul Jedi al planetei Hy Izlan - invită șapte Jedi fără stăpân în templul său aerian pentru a primi săbii laser; al căror secret de producție a fost pierdut în timp. Droidul lui Juro oferă prima sabie laser unui tânăr Jedi pe nume Ethan - cel mai tânăr dintre cei șapte - ca dovadă, promițând celorlalți Jedi că o vor primi pe a lor odată ce vor fi finalizate. La suprafața planetei, vânătorii care lucrează pentru Sith îl prind pe fierarul Lah Zhima. Fiica lui Lah Zhima, Kara, care este și ea sensibilă la Forță, fuge cu săbiile laser terminate (inclusiv una pentru ea însăși) și le prezintă cavalerilor Jedi. Cu toate acestea, cei șase Jedi care îl însoțesc pe Ethan sunt de fapt niște impostori Sith care i-au ucis pe Jedi invitați de Juro și au venit să se prezinte în locul lor pentru a-l ucide și pe Juro. Juro (care se dezvăluie că a fost deghizat în droidul său tot timpul), Ethan și Kara ripostează și ucid cinci dintre Sith; dar îl cruță pe al șaselea, Homen, care se dezvăluie a fi un vechi prieten al lui Juro (și singurul supraviețuitor al celor șase Jedi fără stăpân uciși de Sith) care fusese corupt de partea întunecată, dar acum a revenit la lumină. Ethan, Kara și Homen se alătură noului Ordin Jedi al lui Juro și se pregătesc să o salveze pe Lah Zhima, care este captivă pe o planetă controlată de Sith. Distribuție: Lah Kara (japoneză: Chinatsu Akasaki; engleză: Kimiko Glenn), Margrave Juro (japoneză: Tetsuo Kanao; engleză: Andrew Kishino), Homen (japoneză: Hinata Tadokoro; engleză: Patrick Seitz), Lah Zhima (japoneză: Shin-ichiro Miki; engleză: Simu Liu), Ethan (japoneză: Hiromu Mineta; engleză: Masi Oka), Roden (japoneză: Kazuya Nakai; engleză: Greg Chun), Niizo (japoneză: Rina Satō; engleză: Eva Kaminsky), Narrator (japoneză: Akio Ōtsuka; engleză: Neil Kaplan), Hen Jin (japoneză: Daisuke Hirakawa; engleză: Michael Sinterniklaas), Hanbei (japoneză: Jin Urayama; engleză: Adam Sietz), Toguro (japoneză: Ryota Takeuchi; engleză: Kyle McCarley) |                   |                  |                                 |                 |                    |
| 6 | T0-B1             | Abel Góngora     | Yuichiro Kido                   | Science SARU    | 22 septembrie 2021 |
| La scurt timp după Marea Epurare Jedi, un droid pe nume T0-B1 (Tobi) trăiește pe o planetă pustie împreună cu creatorul său neînarmat, profesorul Mitaka, și visează să devină un Cavaler Jedi. Într-o zi, Mitaka îi spune că, pentru a deveni Jedi, trebuie să găsească un cristal kyber pentru a putea forja o sabie laser. T0-B1 căută pe toată planeta, dar nu găsește nimic. El sfidează ordinele lui Mitaka de a nu intra niciodată în subsol, unde descoperă o navă și trimite accidental un semnal care alertează un inchizitor Sith despre prezența lor. Mitaka se dezvăluie a fi un fost Jedi și-l ascunde pe T0-B1, dar și vechea sa sabie laser. Când T0-B1 își părăsește ascunzătoarea, el descoperă că inchizitorul a jefuit laboratorul lui Mitaka și l-a ucis. T0-B1 își continuă cercetările și terraformează cu succes planeta, dar se confruntă cu Inchizitorul. După repararea sabiei lui Mitaka, se dezvăluie că T0-B1 este alimentat de un cristal kyber și proiectat de Mitaka pentru a putea mânui Forța, iar aprinderea sabiei îl ucide pe Inchizitor într-un duel. Apoi pleacă de pe planetă pentru a explora galaxia și a cinsti moștenirea lui Mitaka. Distribuție: T0-B1 (japoneză: Masako Nozawa; engleză: Jaden Waldman), Mitaka (japoneză: Tsutomu Isobe; engleză: Kyle Chandler) |                   |                  |                                 |                 |                    |
| 7 | The Elder         | Masahiko Otsuka  | Masahiko Otsuka                 | Studio Trigger  | 22 septembrie 2021 |
| La secole după moartea lui Darth Bane și dispariția inițială a Ordinului Sith, Tajin și Padawan-ul său Dan sunt trimiși să exploreze Marginea Exterioară. Tajin simte o perturbare a Forței. Aterizează pe o planetă izolată și ajung într-un sat îndepărtat, unde află despre un bătrân misterios care s-a dus pe vârful muntelui. Dan se duce pe urmele Bătrânului și îl găsește, acesta se dezvăluie a fi un fost Sith care a părăsit ordinul înainte ca acesta să se destrame. Bătrânul îl rănește pe Dan, iar Tajin ajunge să lupte cu Bătrânul. Tajin reușește să-l omoare pe Bătrân, care se descompune într-un sediment stâncos și își aruncă în aer, de la distanță, nava sa. În timp ce părăsesc satul după recuperarea lui Dan, Tajin îi spune lui Dan că a fi Jedi înseamnă a fi bun, astfel încât să nu ajungă ca Bătrânul. Distribuție: Tajin (japoneză: Takaya Hashi; engleză: David Harbour), The Elder (japoneză: Kenichi Ogata; engleză: James Hong), Dan (japoneză: Yuichi Nakamura; engleză: Jordan Fisher) |                   |                  |                                 |                 |                    |
| 8 | Lop și Ochō       | Yuki Igarashi    | Sayawaka                        | Geno Studio     | 22 septembrie 2021 |
| În timpul domniei Imperiului, o sclavă extraterestră asemănătoare iepurelui, pe nume Lop, scapă de răpitorii ei de pe planeta Tau și este descoperită de liderul clanului planetei Yasaburo și fiica sa Ochō. Ochō îl convinge pe tatăl ei s-o adopte pe Lop ca fiică a sa. Șapte ani mai târziu, Imperiul a ocupat integral planeta și o exploatează pentru resursele sale naturale; Yasaburo vrea să alunge Imperiul de pe planeta lor, în timp ce Ochō vrea să coopereze cu Imperiul. După ce nu a reușit să-l convingă pe Yasaburo să i se alăture, Ochō se înrolează în marina imperială, în ciuda protestelor lui Lop. Ochō dispărută, Yasaburo transmite comoara familiei, o sabie laser străveche dată strămoșului lor și transmisă de-a lungul generațiilor, lui Lop care este sensibilă la Forță. Apoi Yasaburo pleacă pentru a o înfrunta pe Ochō. Ochō îl orbește pe Yasaburo în luptă, dar Lop sosește și o rănește pe Ochō, care este forțată să fugă. Lop apoi jură că o va face pe Ochō să se întoarcă acasă. Distribuție: Lop (japoneză: Seiran Kobayashi; engleză: Anna Cathcart), Ochō (japoneză: Risa Shimizu; engleză: Hiromi Dames), Yasaburo (japoneză: Tadahisa Fujimura; engleză: Paul Nakauchi), Imperial Officer (japoneză: Taisuke Nakano; engleză: Kyle McCarley) |                   |                  |                                 |                 |                    |
| 9 | Akakiri           | Eunyoung Choi    | Yuichiro Kido                   | Science SARU    | 22 septembrie 2021 |
| Înainte de dispariția inițială a ordinului Sith, un Jedi pe nume Tsubaki, care are viziuni cu un individ neidentificat murind în fața lui, se reîntâlnește cu vechea lui iubire Misa, o prințesă care a fost răsturnată de la putere de mătușa ei Masago care a trecut de partea întunecată a Forței. Cu ajutorul ghizilor Senshuu și Kamahachi, Tsubaki și Misa se îndreaptă spre palatul regal. Masago îi prinde pe prietenii lui Tsubaki și îl învinge, apoi încearcă să-l convingă să i se alăture ca ucenic. Când Tsubaki refuză, acoliții mascați ai lui Masago îl atacă; Tsubaki îi ucide, dar accidental o și ucide pe Misa îmbrăcată în uniforma lor, așa cum era plănuit. Complet distrus, Tsubaki este de acord să se alăture lui Masago ca ucenic, formând o diadă pentru a o învia pe Misa și pleacă. Distribuție: Tsubaki (japoneză: Yū Miyazaki; engleză: Henry Golding), Misa (japoneză: Lynn; engleză: Jamie Chung), Senshuu (japoneză: Chō; engleză: George Takei), Kamahachi (japoneză: Wataru Takagi; engleză: Keone Young), Masago (japoneză: Yukari Nozawa; engleză: Lorraine Toussaint) |                   |                  |                                 |                 |                    |

### Volumul 2 (2023)
| Nr. în serial | Nr. în sezon | Titlu                      | Regizat de                     | Scris de                                                                        | Animated by                | Data lansării |
| --- | ------------ | -------------------------- | ------------------------------ | ------------------------------------------------------------------------------- | -------------------------- | ------------- |
| 10 | 1            | „Sith”                     | Rodrigo Blaas                  | Rodrigo Blaas                                                                   | El Guiri                   | 4 mai 2023    |
| Distribuție: Lola (Úrsula Corberó), Sith Master (Luis Tosar) |              |                            |                                |                                                                                 |                            |               |
| 11 | 2            | „Screecher's Reach”        | Paul Young                     | Will Collins & Jason Tammemägi                                                  | Cartoon Saloon             | 4 mai 2023    |
| Distribuție: Daal (Eva Whittaker), Baython (Alex Connolly), Quinn (Noah Rafferty), Keena (Molly McCann), Sith Mother (Anjelica Huston), Ghost (Niamh Moyles) |              |                            |                                |                                                                                 |                            |               |
| 12 | 3            | „In the Stars”             | Gabriel Osorio                 | Gabriel Osorio                                                                  | Punkrobot                  | 4 mai 2023    |
| Distribuție: Koten (Valentina Muhr), Tichina (Julia Oviedo), Officer (Engleză: Kate Dickie, Spaniolă din America Latină: Amparo Noguera) |              |                            |                                |                                                                                 |                            |               |
| 13 | 4            | „I Am Your Mother”         | Magdalena Osinska              | Poveste de: Magdalena Osinsaka Scenariu de: Holly Walsh & Barunka O'Shaughnessy | Aardman                    | 4 mai 2023    |
| Distribuție: Kalina Kalfus (Maxine Peake), Annisoukaline "Anni" Kalfus (Charithra Chandran), Dorota Van Reeple (Daisy Haggard), Julan Van Reeple (Bebe Cave), Wedge Antilles (Denis Lawson), robotul bucătar din scurtmetrajul Wallace și Gromit A Grand Day Out apare ca un personaj de fundal |              |                            |                                |                                                                                 |                            |               |
| 14 | 5            | „Journey to the Dark Head” | Hyeong Geun Park               | Chung Se Rang                                                                   | Studio Mir                 | 4 mai 2023    |
| Distribuție: Ara (Coreeană: Jang Ye Na; Engleză: Ashley Park), Toul (Coreeană: Lee Kyung Tae; Engleză Eugene Lee Yang), Bichan (Coreeană: Yun Yong Sik; Engleză: Daniel Dae Kim), Interpreter (Coreeană: Chwang Kwang; Engleză: Albert Kong), Master Leesagum și Shopkeeper (Coreeană: Shin Young Woo; Engleză: Greg Chun), Training Partner (Coreeană: Lim Chae Hon; Engleză: Greg Chun), Master Duta (Coreeană: Choi Soo Min; Engleză: Jonella Landry), Master Moru (Coreeană: Lee So Young; Engleză: Judy Alice Lee) |              |                            |                                |                                                                                 |                            |               |
| 15 | 6            | „The Spy Dancer”           | Julien Chheng                  | Julien Chheng                                                                   | Studio La Cachette         | 4 mai 2023    |
| Distribuție: Loi'e (Camille Cottin), Jon (Lambert Wilson), Hétis (Kaycie Chase), The Officer (Rudi-James Jephcott), Mee'ma (Barbara Weber-Scaff), voci adiționale (Bruce Edward Sheffield), voci adiționale (Taylor Gasman) |              |                            |                                |                                                                                 |                            |               |
| 16 | 7            | „The Bandits of Golak”     | Ishan Shukla                   | Ishan Shukla                                                                    | 88 Pictures                | 4 mai 2023    |
| Distribuție: Charuk (Suraj Sharma), Rani (Sonal Kaushal), Inquisitor (Neeraj Kabi), Rugal (Lillete Dubey), Maghadi and Scavenger (Sahil Vaid), Conductor, Jangori Leader, and Dhoona (Sumanto Ray), Helper (Rajeev Raj), Stormtrooper (Aviral Kumar), Stormtrooper și Alien (Ish Thakkar), Stormtrooper și Alien (Additya Sharma), Crowd (Shivani Darbari) |              |                            |                                |                                                                                 |                            |               |
| 17 | 8            | „The Pit”                  | LeAndre Thomas și Justin Ridge | LeAndre Thomas                                                                  | D'Art Shtajio și Lucasfilm | 4 mai 2023    |
| Distribuție: Crux (Daveed Diggs), Eureka (Anika Noni Rose), Livy (Jordyn Curet), Old Prisoner (Cedric Yarbrough), Commander (Steven Blum), Stormtroopers (Matthew Wood) |              |                            |                                |                                                                                 |                            |               |
| 18 | 9            | „Aau's Song”               | Nadia Darries și Daniel Clarke | Nadia Darries și Daniel Clarke                                                  | Triggerfish                | 4 mai 2023    |
| Distribuție: Aau (Mpilo Jantjie), Aau's Singing (Dineo Du Toit), Abat (Tumisho Masha), Kratu (Cynthia Erivo), Attu (Faith Baloyi) |              |                            |                                |                                                                                 |                            |               |

## Muzica
În iulie 2021, s-a anunțat că Kevin Penkin va compune muzica episodului The Village Bride, iar Michiru Ōshima va compune muzica episoadelor The Twins și The Elder, în timp ce Yoshiaka Dewa a compus muzica pentru Lop și Ochō și Tatooine Rhapsody, Keiji Inai a compus muzica pentru Duelul, A-bee și Keiichiro Shibuya au compus muzica pentru T0-B1, U-zhaan a compus muzica pentru Akakiri, iar Nobuko Toda și Kazuma Jinnouchi au compus muzica pentru The Ninth Jedi. Coloana sonoră a întreagului serial a fost lansată digital la 15 octombrie 2021.

#### Lista pieselor
"The Duel" de Keiji Inai
1. Ronin's Theme - 3:47
2. SIgn of deaTH - 1:52
3. The Duel - 3:48
4. May The Force Be With You - 2:01

"Tatooine Rhapsody" de Yoshiaki Dewa
1. Order 66 - 0:36
2. Galactic Dreamer - 2:04
3. Star Waver - 0:53
4. Boba Fett Chase - 0:34
5. Encounter - 0:38
6. Mos Espa Grand Aren - 1:21
7. Tatooine Rhapsody - 1:18
8. Galactic Dreamer (Instrumental) - 2:04

"The Twins" de Michiru Oshima
1. The Twin Star Destroyer - 1:37
2. Anthem of Imperial (Am's Theme) - 2:01
3. Warning Issuance - 0:29
4. Passage Through - 0:37
5. The Battle of Hangar Bay - 2:44
6. The Kyber Crystal - 1:17
7. Force-sensitive - 1:06
8. The Fate of Dark Side - 1:26
9. Duel of the Lightsaber - 1:09
10. Out of Control - 0:44
11. Choose Your Own Destiny (Karre's Theme) - 1:22
12. THE TWINS - 1:36

"The Village Bride" de Kevin Penkin
1. The Village Bride - 4:32
2. CHIKYU - 0:45
3. A Desert of Two Sons - 1:19
4. Bue, Pluck & Bow - 3:05
5. IZUMA - 1:18
6. A Flock of X-Wings Descend Into a Mountain's Garden - 2:16
7. Requiem for Blasters - 1:22
8. MAGINA x FORCE - 2:22
9. Postlude - 0:58
10. Composer Diaries: Children of Magina - 6:37

"The Ninth Jedi" de Nobuko Toda & Kazuma Jinnouchi
1. The Ninth Jedi - Prologue - 2:08
2. Seven Masterless Jedi - 2:31
3. Kara and Father - 3:48
4. Jedi Hunter - 0:59
5. Lightsaber - 1:14
6. Speederbike Chase - 1:31
7. Sendo-shi - 1:15
8. To the Aerial Temple - 0:45
9. The Battle of Jedi - 5:48

"T0-B1" de A-Bee & Keiichiro Shibuya
1. Start the Droids - 1:53
2. Dreaming - 0:46
3. Mitaka's Lab - 2:52
4. Adventure - 2:29
5. Electronic Force - 1:52
6. E-J-K (Electronic Jedi Knight) - 3:24

"The Elder" de Michiru Oshima
1. Arrival - 0:37
2. The Contacts of the Heart - 0:38
3. Explore - 0:46
4. The Elder - 0:56
5. Darkness and Rain - 1:04
6. Fight - 0:38
7. The Winner - 0:21
8. Time Goes On - 0:42

"Lop & Ocho" de Yoshiaki Dewa
1. The Empire - 0:47
2. Lop - 2:26
3. For MY Family - 3:17
4. Imperial Officer - 1:52
5. Ocho's Preparedness - 0:42
6. Succession Ceremony - 4:01
7. Thoughts - 4:19
8. FAMILY - 0:31

"Akakiri" de U-Zhaan
1. Battle Rela - 1:13
2. Cameling - Shinobi Theka - 1:14
3. Float - 0:42
4. Anokoro - 0:52
5. Battle Rela (Reprise) - 1:21
6. Fall - 0:32
7. AKAKIRI - 1:06
8. Written Dream - 0:27

Lungime totală: 02:05:18

## Lansare
Star Wars: Visions a fost lansat la 22 septembrie 2021, pe Disney+. Din 21 septembrie până în 27 septembrie, Disney a proiectat  The Village Bride împreună cu alte filme difuzate la El Capitan Theatre din Los Angeles. În noiembrie, studioul a trimis filmul pentru a fi luat în considerare pentru Premiul Oscar pentru cel mai bun scurtmetraj de animație.

### Alte produse
În martie 2021, a fost anunțat că Del Rey Books va publica Ronin: A Visions Novel, un roman original scris de Emma Mieko Candon care se bazează pe povestea din Duelul. A fost lansat la 12 octombrie 2021.
O carte de artă cu interviuri cu creatorii și materiale de producție selectate din toate cele nouă scurtmetraje va fi publicată de Dark Horse Comics la 28 iunie 2022.

## Primire
Site-ul web Rotten Tomatoes a dat primului sezon un rating de aprobare de 96%, cu un rating mediu de 8,20/10, bazat pe 49 de recenzii. Consensul critic al site-ului spune: „Super animat și extrem de creativ, Visions este o colecție eclectică, dar pe deplin plăcută de povești din Războiul Stelelor, care insuflă o nouă viață galaxiei.” Metacritic a dat serialului un scor mediu ponderat de 79 din 100 pe baza a 14 recenzii, indicând „recenzii favorabile în general”, cu un scor de 6,7/10.
Angie Han de la  The Hollywood Reporter a lăudat antologia ca  „o dragoste pentru Războiul Stelelor care este atât de adâncă încât va face noi fani printre tineri și neinițiați și le reamintește fanilor vechi de ce s-au îndrăgostit atât de mult de acest univers în primul rând”, de asemenea a a evidențiat Duelul și T0-B1 ca fiind  deosebit de puternice.